# Visuelle Sprache

Software Modulierungssprachen Stammbaum

Visuelle Sprachen sind im weitesten Sinne den Programmiersprachen zuzuordnen, da sie zur Spezifikation von Softwaresystemen dienen. Im Gegensatz zu den herkömmlichen textuellen Programmiersprachen wie z. B. C, C++ oder Java, bieten visuelle Sprachen grafische Elemente, die durch 2- oder 3-dimensionale geometrische Anordnung ein Softwaresystem spezifizieren.
Visuelle Sprachen werden häufig zur Spezifikation von Softwaresystemen genutzt. Sowohl können diese Systeme ausführbaren Code erzeugen als auch zur Übersicht dienen.

## Softwaremodellierung
Hauptartikel: UML

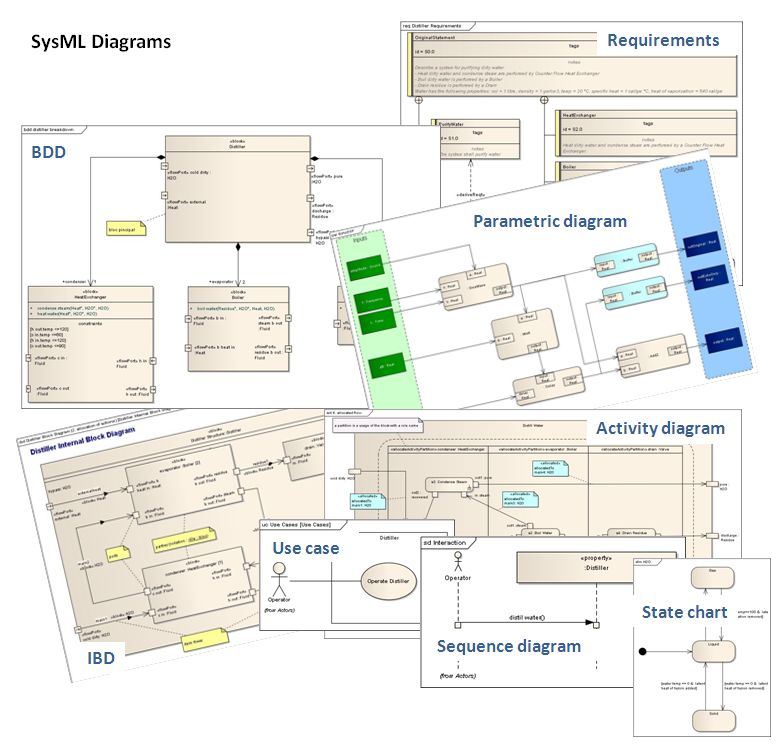
Sysml Diagramme

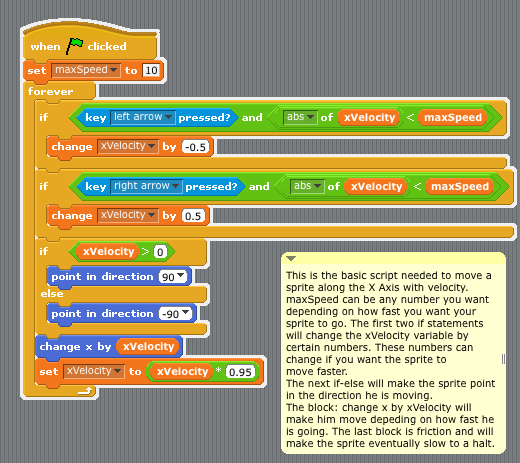
Scratch

Visuelle Sprachen werden weitgehend in der Softwareentwicklung genutzt, um die Zusammenhänge einzelner Komponenten eines Programms aufzeigen zu können. Außerdem können viele Modellierungsprogramme direkt Sourcecode erzeugen und diesen auch wieder in ein Modell zurückverwandeln. Berühmte Vertreter sind UML und Sysml. Sie erlauben es, Programme grafisch aufzuzeichnen und zu simulieren.

## Programmiersprachen
Visuelle Programmiersprachen erlauben es dem Benutzer, die Programmteile interaktiv auf dem Bildschirm zusammenzufügen. Sie werden in der Automation, in der Simulation und in der Robotik genutzt, um dem Anwender eine intuitive Benutzerführung zu erlauben, oder in 4GL-Werkzeugen zur modellgetriebenen Softwareentwicklung eingesetzt. Die Programme wandeln die Sprache in ausführbaren Code um und führen ihn auf dem Zielprozessor aus, oder liegen in Form von proprietären, exportierbaren Datenmodellen vor, die durch einen Interpreter auf der Zielplattform ausgeführt werden. Viele dieser Tools ermöglichen es, durch einen eingebauten Debugger die Programme in Echtzeit zu untersuchen und verändern.
Scratch ist eine erstmals 2007 veröffentlichte bildungsorientierte visuelle Programmiersprache für Kinder und Jugendliche. Die zur Programmierung verwendeten Blöcke sind in Scratch zur besseren Übersichtlichkeit in verschiedene, farblich unterschiedliche Kategorien aufgeteilt. Die Erstellung von Scratch-Projekten soll sich beim Zusehen und Ausprobieren leichter erschließen lassen als durch eine schriftliche Anleitung, da neben Textmetaphern (wie Bühne, Spielfigur, Kostüm, Baustein) viele intuitiv verständliche Form- und Farbordnungen verwendet werden, die von Anfängern einfach benutzt werden können.

## Prozessmanagementsprachen
Hauptartikel: Geschäftsprozessmodellierung
Mit den Prozessmanagementsprachen lassen sich Geschäftsprozesse grafisch auf dem Computer aufzeigen. Weitergehend werden diese zur Übersicht über das Unternehmen genutzt als auch für die Simulation extremer Situationen (Unterbruch der Produktion usw.). Auch können schon bestehende Abteilungen so weiter optimiert werden.

## Gründe für den Einsatz
- Reduzierung der Komplexität
- größere Übersicht bei großen Projekten
- automatische Codegenerierung
- Loslösung von plattformspezifischen Gegebenheiten

## Visuelle Sprachen
- AUTOSAR
- executable UML
- Microsoft Robotics Studio
- Geschäftsprozessmodellierung